# Lac-des-Rouges-Truites
Lac-des-Rouges-Truites é uma comuna francesa na região administrativa de Borgonha-Franco-Condado, no departamento de Jura. Estende-se por uma área de 19,69 km². Em 2010 a comuna tinha 410 habitantes (densidade: 20,8 hab./km²).